# Polo de Promoción Industrial de Burgos

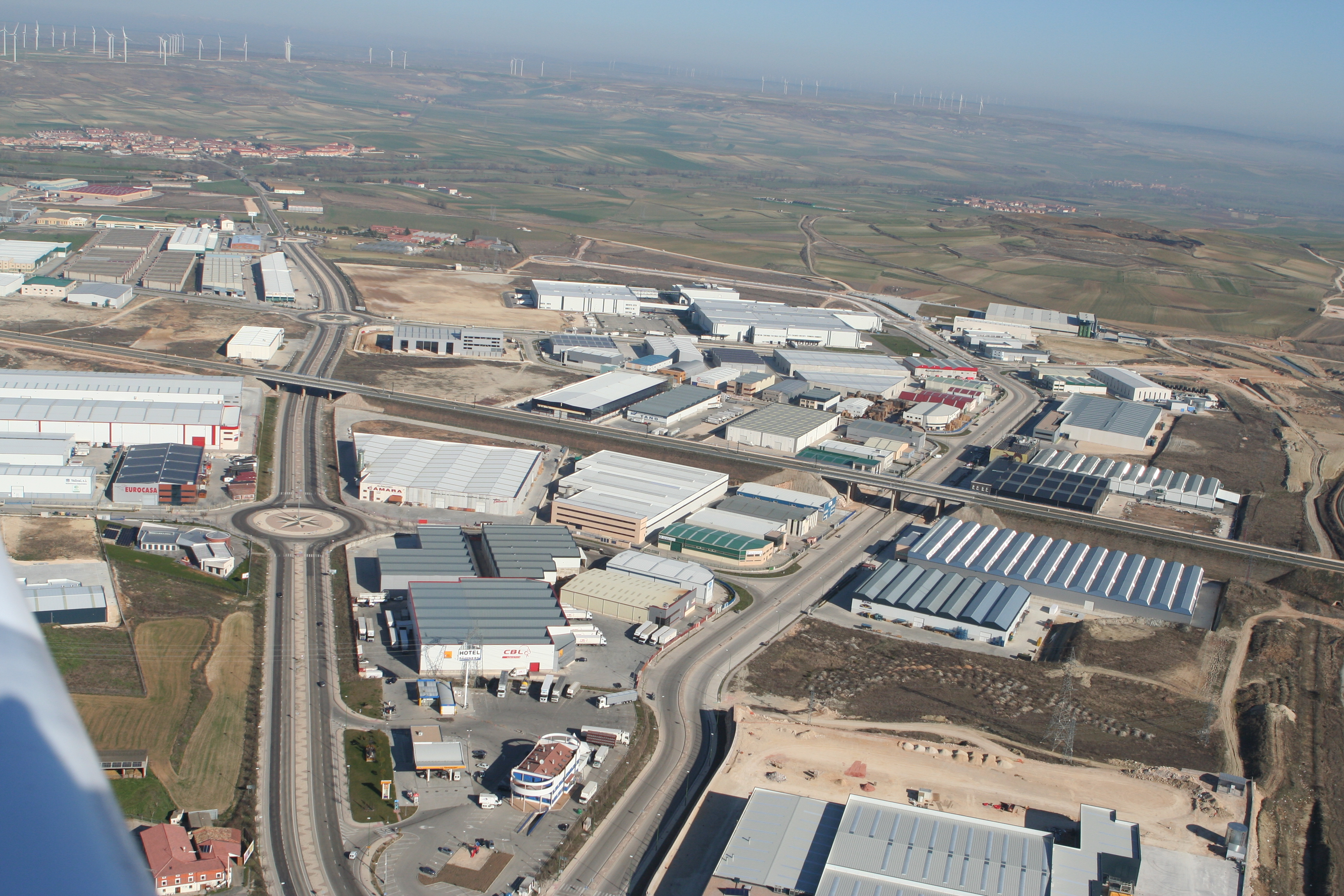
Vista aérea de la zona este del polígono industrial de Villalonquéjar.

El Polo de Promoción Industrial de Burgos fue uno de los dos creados en el contexto de la planificación indicativa llevada a cabo en la economía española durante la época final del franquismo y concretamente durante el Primer Plan de Desarrollo (1964-1967) junto con el Polo Químico de Huelva. Era la época del milagro económico español (1959-1973).
El polo tuvo una extensión coincidente con el ámbito del término municipal de Burgos (95,86 km²) y durante los concursos convocados en los años 1964 y 1965 se instalaron 156 empresas, con una inversión total en capital fijo de 6.961.095.258 pesetas que dieron lugar a la creación de 15.893 puestos de trabajo. 
Los terrenos industriales afectados ocupaban una superficie de 3,7 millones de metros cuadrados, principalmente en el Polígono industrial de Villalonquéjar y en el Polígono industrial de Gamonal-Villímar.

## Historia
Con objetro de iniciar la industrialización en aquellos lugares donde no existía, en el contexto del Plan de Desarrollo, se aprueba en 1964 la ley de desarrollo y promoción industrial creando en las ciudades de Burgos y de Huelva sendos polos de promoción industrial. También se crearon otros cinco polos, estos de desarrollo en La Coruña, Sevilla, Valladolid, Vigo y Zaragoza, estos últimos con el objetivo de acelerar el crecimiento industrial.
Tanto el entonces gobernador civil Eladio Perlado Cadavieco como el alcalde Honorato Martín-Cobos Lagüera, fallecido el 11 de agosto de 1965, llevaban meses presionando en Madrid para conseguir que el anhelo se hiciese realidad, sin aquella decisión política Burgos sería una ciudad bien diferente. Durante los tres primeros meses se recibieron 155 solicitudes de empresas.
Gracias al desarrollo industrial conseguido, en 1969 el polo de promoción burgalés sería elevado al rango de polo de desarrollo.
El ministro de Información y Turismo Manuel Fraga Iribarne el 22 de febrero de 1969, comenzó su reunión informativa, destacando el decreto de la Presidencia del Gobierno aprobado por el Consejo de Gobierno por el que se acuerda prorrogar cinco años más el régimen establecido para los actuales Polos de Promoción y Desarrollo, para el de Burgos y Huelva supuso mantener los beneficios fiscales hasta el 31 de diciembre de 1973.

## Planificación económica
Con objeto de conseguir una redistribución económica y empleando como instrumento la planificación económica se concentraron las escasas inversiones en unas determinadas zonas de la geografía nacional con cuatro objetivos: estímulo para las regiones vecinas, trasvases de economía a partir del núcleo creador, engarce de economías provinciales y fuerte estímulo en su deseo de emulación y sana competencia.

"... La planificación económica que se está desarrollando en España ha considerado la creación de unos puntos de desarrollo cuya misión es en el fondo crear dentro de nuestra geografía económica una redistribución de la misma. Todo ese plan se apoya en el hecho de que el factor de irradiación de tales puntos pueda tener suficiente fuerza, incluso como para llenar en forma de ondas progresivas en mapa de nuestra Patria ...".
José Fortuny

## Situación geográfica e infraestructuras
El polo de Burgos ha servido para enlazar la entonces potente industria del Norte de España con la nueva ciudad fabril, territorio que dispone de excelentes vías de comunicación por carretera, ferrocarril y transporte aéreo. El abastecimiento de agua quedaba garantizado con la construcción del embalse del Arlanzón y Electra de Burgos garantizaba el suministro eléctrico. El 22 de julio de 1965, Nuclenor adjudica a la International General Electric la construcción de la Central nuclear Santa María de Garoña que entra en servicio en 1971.
Otro factor a considera fue la mano de obra local especializada que tradicionalmente buscaba trabajo en la zona industrial siderúrgica Norte.

## Inversión media por empresa
El 31 de enero de 1964 fueron aprobadas las bases del concurso de concesión de beneficios aplicables a los polos de promoción y desarrollo por la Comisión Delegada para Asuntos Económicos, delimitando el ámbito territorial que comprendía la totalidad del término municipal de Burgos.
Más allá de cifras globales, es importante conocer para el tipo de industria promocionada la inversión media productiva. Esto nos permite distinguir entre las grandes empresas, las llamadas básicas, o las de transformación a manufactureras. Firestone Tire and Rubber Company, compañía multinacional fabricante de neumáticos, adquiere 3 300.000 m², con una inversión de 750 millones, creando de 770 puestos de trabajo, inaugurada en 1968, el 13 de junio de 1969 se celebra la fabricación del primer millón de neumáticos en la fábrica de Burgos.
El 14 de mayo de 1968 el ministro Laureano López Rodó visita los polígonos industriales donde estaban ya en funcionamiento 65 nuevas industrias, 19 en instalación y otras en tramitación, hasta un total de 104. La inversión alcanzaba los 4.074 millones de pesetas y la renta per cápita pasaba de las 30.000 pesetas de 1964 a las 44.000 en 1967, habiendo sido creados 4500 nuevos puestos de trabajo.

## Gerente del Polo
El 8 de febrero de 1964 fue nombrado gerente el mallorquín José Fortuny Oñós. Cesa el 2 de enero de 1967 siendo sustituido por el futuro alcalde de Burgos José María Peña San Martín.

"... joven y ya prestigioso economista que pertenece al equipo recientemente incorporado a las tareas de planificación económica y social de nuestra Patria, cuyo entusiasmo y valía han sido, sin duda, factores determinantes para que la Presidencia del Gobierno le haya encomendado puesto de tan alta responsabilidad ...".
 Diario de Burgos, 3 de enero de 1967 

## Anexión del término de Villafría
El 14 de marzo de 1969, como consecuencia del establecimiento del Polo de Promoción Industrial en Burgos, se aprobó la incorporación voluntaria del municipio de Villafría al de Burgos en sesión extraordinaria siendo alcalde de Burgos Fernando Dancausa, y de Villafría Eulogio Rodríguez Gómez.